# Asparagoideae
Asparagoideae là một phân họ thực vật có hoa một lá mầm trong họ Asparagaceae, bộ Asparagales theo hệ thống APG III năm 2009. Tên phân họ có nguồn gốc từ danh pháp của chi Asparagus. Nhóm này trước đây được coi là một họ riêng biệt Asparagaceae sensu stricto.
Phân họ này chỉ chứa hai chi, Asparagus với khoảng 160–290 loài, và Hemiphylacus với năm loài (Hemiphylacus từng được xếp vào họ Asphodeloideae/Asphodelaceae). Chúng phân bố ở Châu Âu, Châu Phi và Châu Á, với một số loài ở Australasia và Mexico. Asparagus có những chiếc cành hình lá nhỏ, mỏng như tờ giấy (nguyên vănː scarious - vảy mỏng) ở gốc của những nhánh giống như chiếc lá đóng vai trò là cơ quan quang hợp.